# Yo, mi, me... contigo
"Yo, mi, me... contigo" ("Plötzlich Shakespeare") es la tercera novela del novelista y guionista alemán David Safier, publicada en Alemania en 2010 en la editorial Rowohlt Verlag GmbH de Hamburgo. En España la publicó de nuevo Seix Barral en el año 2011. 

## Argumento
Un día Rosa es transportada mediante hipnosis al cuerpo de William Shakespeare justo cuando éste está batiéndose en un duelo en 1594. A partir de ese momento, Rosa, deberá intentar volver a su tiempo mientras discute continuamente con el dramaturgo inglés en un mismo cuerpo.